# Mecanismo inversor cuadruplanar

Un mecanismo inversor cuadruplanar

El mecanismo inversor cuadruplanar de Sylvester y Kempe es una generalización del mecanismo inversor de Hart. Como el inversor de Hart, es un mecanismo que produce un movimiento rectilíneo perfecto sin utilizar guías correderas.
Este mecanismo fue descrito en 1875 por James Joseph Sylvester en la revista Nature.
Como inversor de Hart,  está basado en un antiparalelogramo (KBCD en las figuras siguientes) con la particularidad de que los puntos fijos, de entrada y de salida en los vértices (con proporciones fijas, de forma que todos son semejantes), Sylvester descubrió que los puntos adicionales podían ser desplazados junto a los lados, mientras formen triángulos semejantes. La forma original de Hart es sencillamente un caso degenerado, con triángulos de altura cero.

## Imágenes
En estos esquemas:
- KBCD es un antiparalelogramo, tal que KB = CD y BC = DK.
- KBA, CBB0, y CDE (y KDI en el primer esquema) son triángulos semejantes.
  - Porque KB = CD, KBA y CDE son triángulos congruentes
  - Porque BC = DK, CBB0 y KDI son triángulos congruentes
- A0 y B0 son puntos fijos.
- A0A = A0B0, y por ejemplo, A se mueve en un círculo a través de B.
- E se mueve en línea recta

|  |  |  |

|  |  |

|  |  |  |